# Class 76
De Class 76, ook bekend als EM1 (Electric Mixed-traffic 1), is een Britse elektrische locomotief met de asindeling Bo'Bo', ontworpen  voor het stroomsysteem van 1,5kV-gelijkstroom op de Woodhead Line tussen Manchester en Sheffield.

## Tommy:het prototype

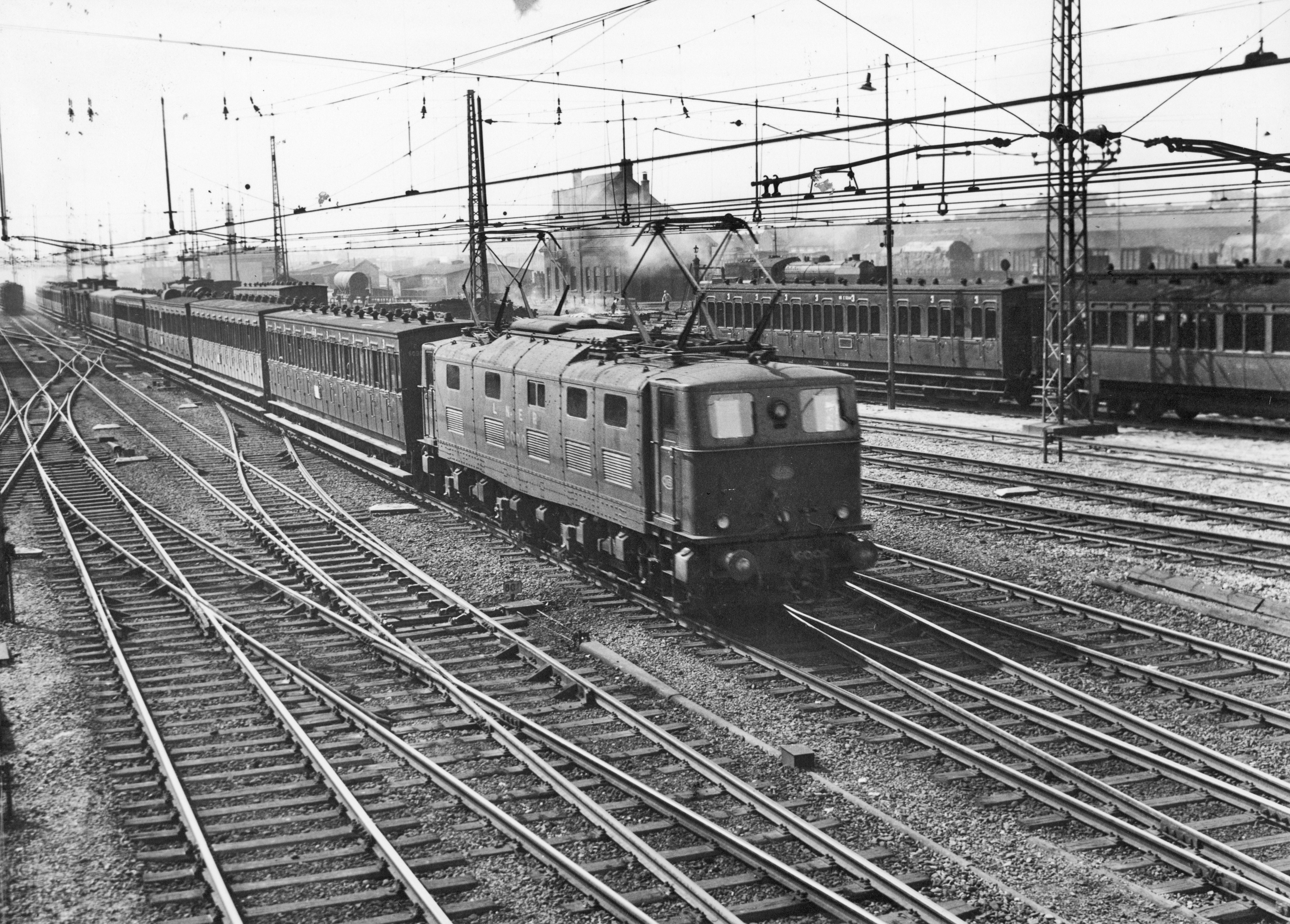
LNER 6000 Tommy met reizigerstrein in Utrecht, 22 juni 1948

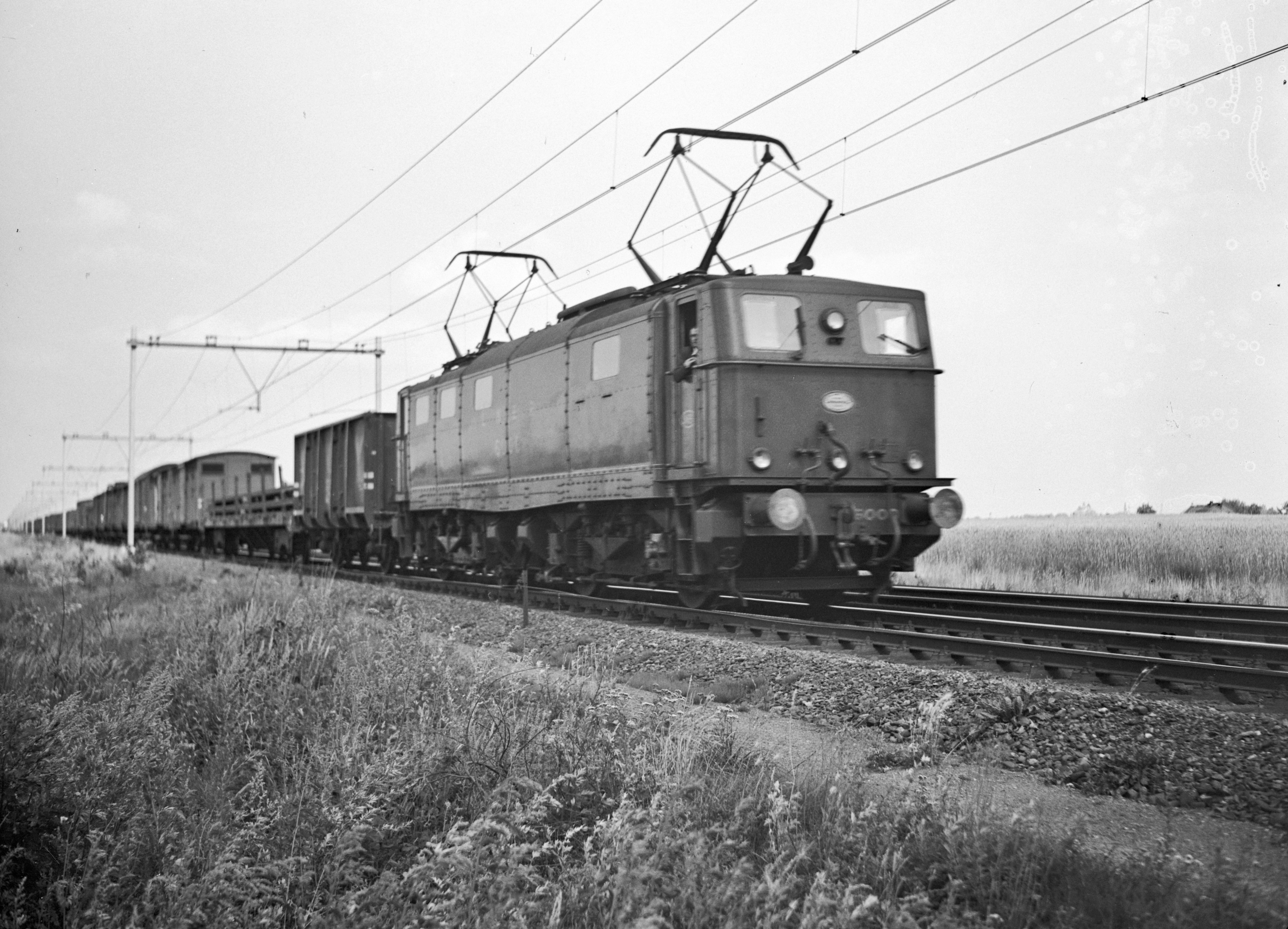
LNER 6000 Tommy met goederentrein, ergens in Nederland, 1949

Het prototype, de LNER No. 6701, kwam gereed in 1941 in de werkplaats van Doncaster naar een ontwerp van Sir Nigel Gresley, maar de elektrificatie van de Woodhead Line en de bouw van 69 verdere exemplaren werd vertraagd door de Tweede Wereldoorlog. Proefritten werden gehouden op een paar trajecten van de LNER met een 1500 V = bovenleiding, maar er werden geen grote afstanden mee afgelegd. In 1947 werd de locomotief uitgeleend aan de Nederlandse Spoorwegen om het naoorlogse tekort aan locomotieven te ondervangen. In september 1945 gaf LNER de aanduiding EM1 aan de beoogde serie, tot dan toe was de locomotief een los exemplaar zonder serie aanduiding.
Het prototype kreeg in juni 1946 het nummer 6000, de dienst bij de NS duurde tot 1952 toen de elektrificatie van de Woodheadlijn was voltooid. Omdat in Nederland de naam Tommy aan de loc werd gegeven, verwijzend naar de bijnaam voor Britse militairen, reed de loc bij British Rail verder met een bord met uitleg "So named by drivers of the Netherlands State Railway to whom this locomotive was loaned 1947-1952". Bij de vorming van British Railways werd het nummer 26000.
In de afleveringstoestand was de locomotief voorzien van Westinghouse-luchtremmen en gecombineerde lucht-vacuümremmen. In Nederland werden de vacuümremmen ontkoppeld, na terugkeer in het Verenigd Koninkrijk werd de vacuümrem hersteld en de luchtrem verwijderd.
26000 Tommy werd dagelijks ingezet samen met de andere EM1-locomotieven uitgerust met boilers voor de treinverwarming. In 1971 volgden afvoer en sloop toen de reizigersdienst op de Woodheadlijn werd gestaakt en vele locomotieven overbodig werden.
Tijdens de dienst in Nederland was gebleken dat de locomotief slechte rijeigenschappen had bij hogere snelheden als gevolg van het ontwerp van de draaistellen. De buffers en schroefkoppelingen waren gemonteerd op de draaistellen, onderling verbonden door een balk. Deze constructie was bedoeld om krachten op de bovenbouw te vermijden, maar maakte de draaistellen zo beweeglijk dat de locomotief hevig slingerde. Verder werd de cabine als krap ervaren met slecht zicht naar buiten.

## Serieproductie
Van 1950 tot en met 1953 bouwde locomotievenfabriek Gorton nog 57 exemplaren met een aantal aanpassingen. Er zouden ook 24 gebouwd worden in de werkplaats van Darlington, maar dit werd geschrapt. De elektrische uitrusting werd geleverd door Metropolitan-Vickers in Manchester, die ook de eindmontage verzorgde. Toen op 28 maart 1968 de computernummering (TOPS) werd ingevoerd, werd de EM1 Class 76.
De locomotieven waren voorzien van twee pantografen. Op bepaalde plaatsen langs de Woodheadlijn, vooral bij waterkolommen, hing de bovenleiding wel 7 meter boven de rails. De pantografen moesten hiervoor tot bijna hun maximumhoogte reiken om contact te houden. Hierom werd altijd met twee pantografen op gereden om onder alle weersomstandigheden voldoende energie te hebben.
Hoewel bedoeld voor goederendienst werden ze ook regelmatig in de reizigersdienst op de Woodheadlijn ingezet, met name nadat de Co'Co'-locomotieven Class 77, die deze taak meestal vervulden, in 1968 aan de Nederlandse Spoorwegen waren verkocht (NS 1500). Veertien locomotieven (26020, 26046–26057) waren voorzien van een stoomverwarming. Dertien hiervan kregen klassieke Griekse namen die in januari 1970, na beëindiging van de reizigersdienst werden verwijderd.

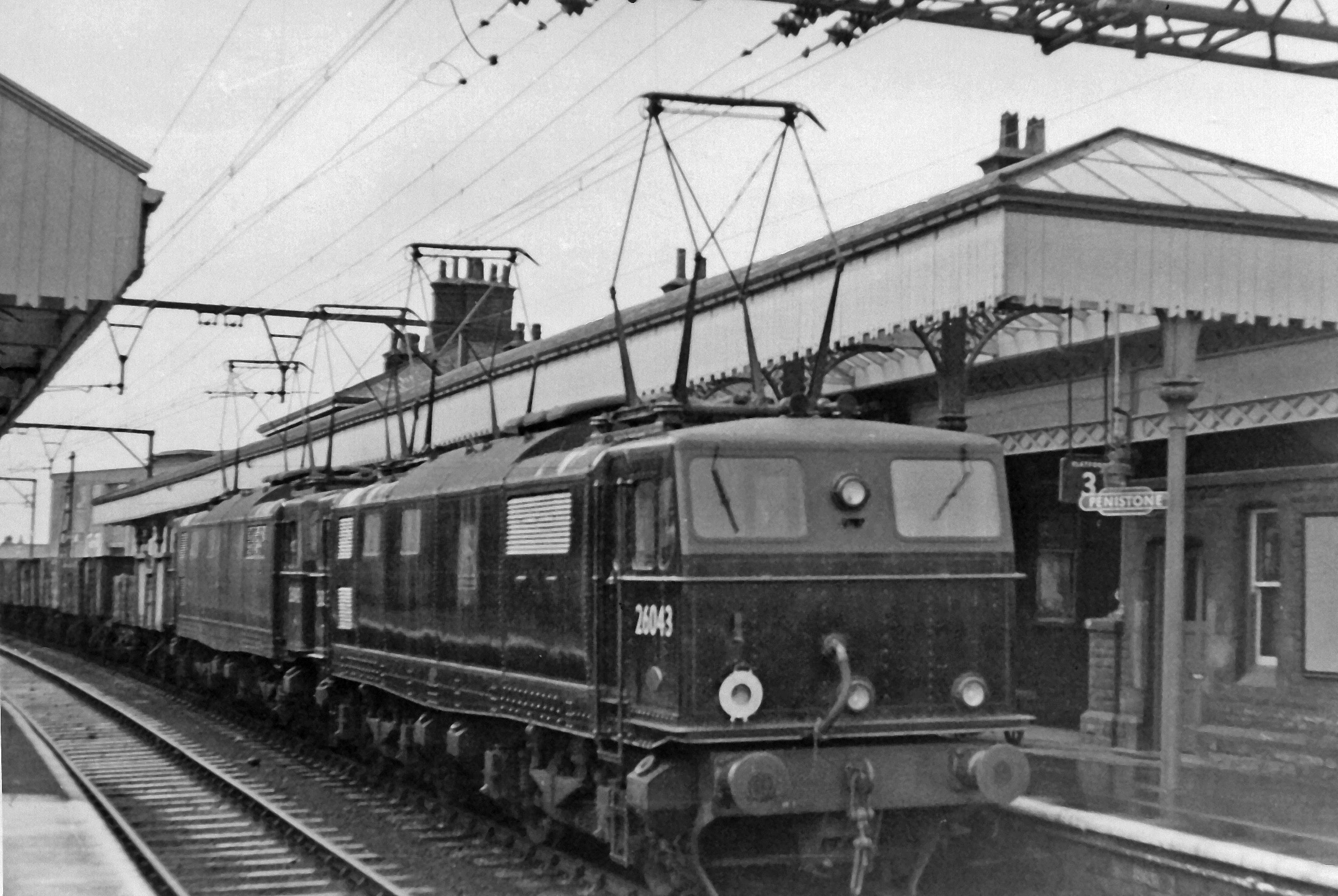
Twee Class 76 locomotieven in treinschakeling in station Penistone in 1954

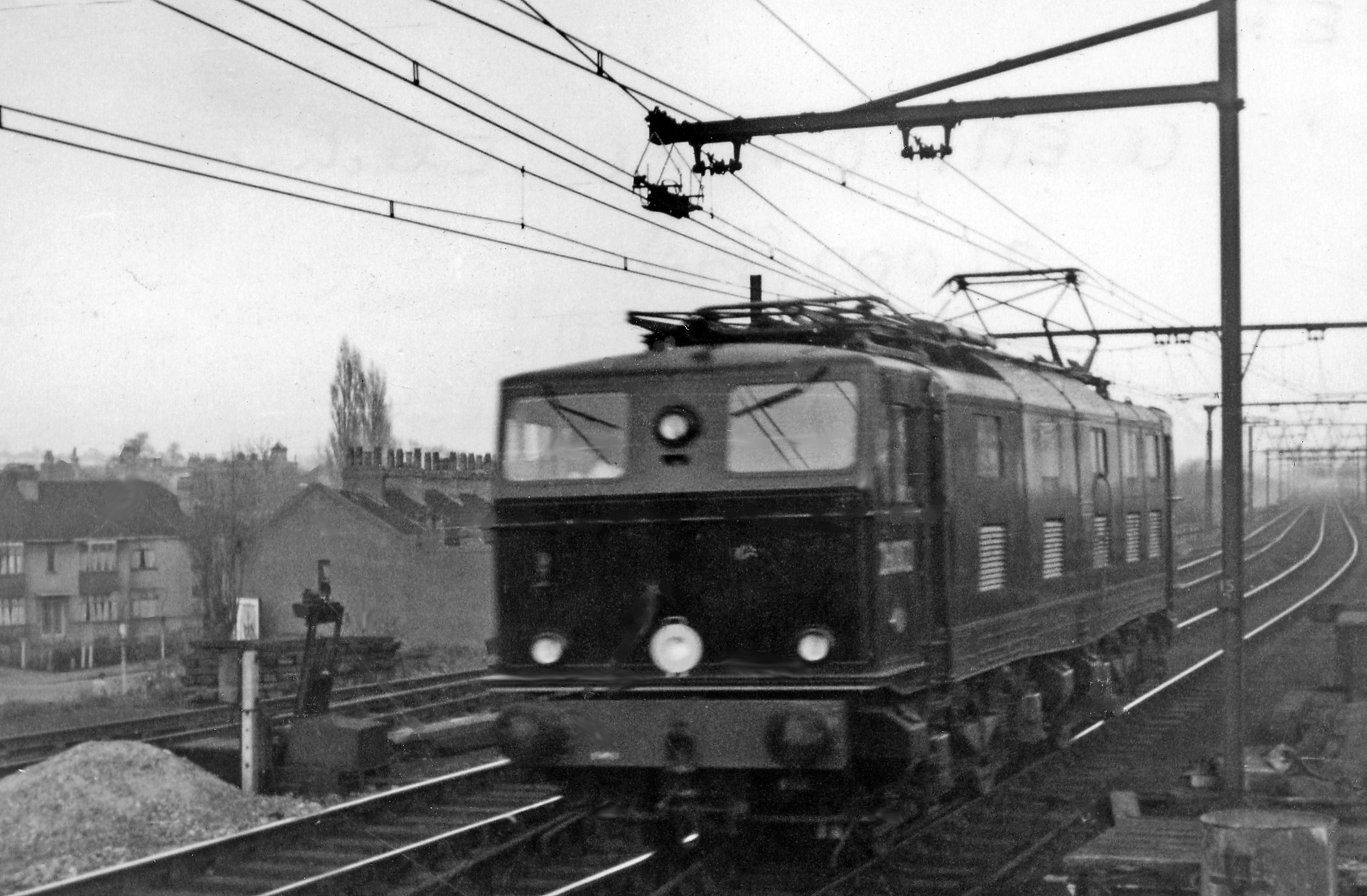
Een EM1 tijdens proefritten in Essex in 1950

| Loco  | Naam       | Gedoopt        |
| ----- | ---------- | -------------- |
| 26046 | Archimedes | mei 1959       |
| 26047 | Diomedes   | september 1960 |
| 26048 | Hector     | maart 1960     |
| 26049 | Jason      | augustus 1960  |
| 26050 | Stentor    | augustus 1960  |
| 26051 | Mentor     | juni 1959      |
| 26052 | Nestor     | augustus 1961  |
| 26053 | Perseus    | oktober 1960   |
| 26054 | Pluto      | april 1964     |
| 26055 | Prometheus | juni 1959      |
| 26056 | Triton     | juli 1959      |
| 26057 | Ulysses    | april 1960     |

### Kort verblijf in Essex
Het eerste deel van de Manchester - Sheffield "Woodhead" route, was tussen Dunford Bridge en het rangeerterrein in Wath was voor 4 februari 1952 niet geëlektrificeerd. De lijn van London Liverpool Street naar Shenfield was al in september 1949 geëlektrificeerd met het 1,5kV-gelijkstroomsysteem en toen op 27 oktober 1950 de eerste locomotieven, nrs. 26001 en 26002, beschikbaar kwamen werden ze ondergebracht in het depot van Ilford in Essex voor proefritten; begin 1951 kwamen ook de 26003–26010 naar Ilford. De proeven omvatten zowel reizigers als goederentreinen, bovendien werd het recuperatieve remsysteem getest op de helling bij Brentwood, die een hellingshoek heeft van 1:103 (0,97%). In juni 1951, werden de tien locomotieven naar het noordelijker gelegen Wath overgebracht voor proeven op het net geopende elektrische baanvak aldaar.

### Remmen en bediening
De locomotieven waren uitgerust met luchtremmen en een recuperatieve remsysteem. Dit laatste kon gebruikt worden bij snelheden tussen de 26 en 89 km/u en zorgde voor een teruglevering van elektriciteit aan de bovenleiding tijdens de afdaling aan weerszijden van de Woodheadtunnel, hiermee werden de klimmende treinen gevoed Ter verhoging van de veiligheid werden een aantal jaren later ook remweerstanden aangebracht die gebruikt konden worden bij snelheden onder de 32 km/u. De treinremmen werden door vacuüm gestuurd.
Vanaf 1968 werden dertig locomotieven voorzien van treinschakeling. Dit werd met name belangrijk toen in januari 1970 een "Carousseldienst" voor kolentreinen uit South Yorkshire naar de centrale van Fiddlers Ferry bij Widnes werd geïntroduceerd. Deze dienst werd gereden met twee Class 76 en versterkt met twee opdruklocomotieven voor de helling van Worsborough tussen Wombwell en Silkstone. Deze treinen werden de hoofdactiviteit op de Woodheadlijn in de jaren 70. Locomotieven met treinschakeling kregen ook luchtremmen, de laatste negen verloren tegelijk hun vacuümremmen. Voor de communicatie tussen de trekkende en duwende locomotieven werd een "Clearcall" intercom system aangebracht dat communiceerde via de bovenleiding. An early version of this system had been tried on six of the locomotives in the late 1950s, but had been abandoned as unsatisfactory following tests concluding 26 May 1960. Ten westen van Manchester werden de treinen tot Fiddlers Ferry getrokken door diesellocomotieven.

### Kleurstelling
De locomotieven waren zwart geschilderd toen ze werden geleverd, aan het eind van de jaren 50 werd Brunswick groen de standaard kleur en werden smalle gele waarschuwingsstrepen aangebracht aan de uiteinden. Eind jaren 60 kreeg ook de Class 76 British Rail blauw met gele cabines.

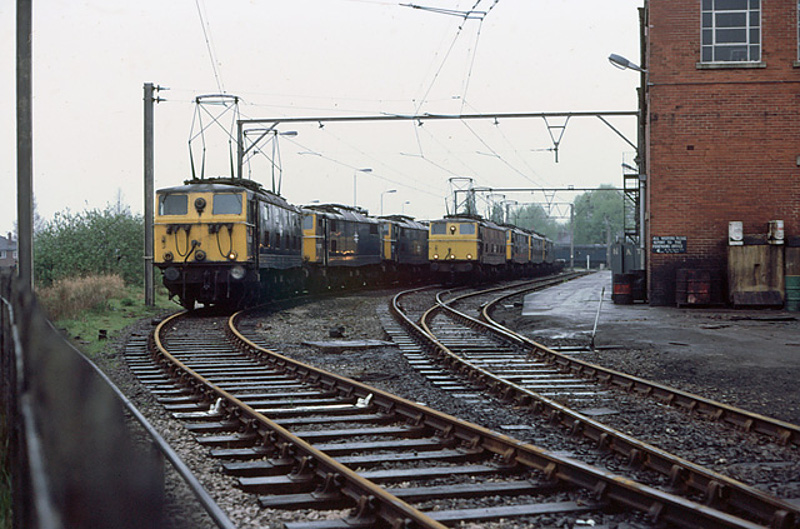
Class 76 in depot Reddish in 1981 kort voor de uitrangering.

### Buitendienststelling en afvoer
Het lot van de Class 76 was onlosmakelijk verbonden met de Woodheadlijn. De afname van het vrachtverkeer en het einde van de reizigersdienst leidde tot een vroege uitrangering van meerdere locomotieven.
Aan het eind van de jaren 70 behoorden de locomotieven tot de oudste in dienst van British Rail, maar ook tot de betrouwbaarste door het robuuste ontwerp. Vervanging kwam echter wel in zicht. De sluiting van de Woodheadlijn tussen Hadfield in het westen en Peninstone in het oosten in juli 1981 leidde tot het afvoeren van de hele serie.
De Class 76 heeft de dienst goed uitgevoerd dankzij een goed ontwerp en het goede onderhoud door de ploegen van Reddish en het rangeerterrein van Wath. De meeste waren nog geheel rijvaardig toen ze werden uitgerangeerd. De Nederlandse spoorwegen overwogen de aankoop van de serie voor dienst op de havenlijn van Europoort landinwaarts, gezien de goede ervaringen met het prototype 6000 Tommy. Controverses over de Woodheadlijn, het beleid van BR en de toenmalige regering en de vrees voor gezichtsverlies voorkwamen de verkoop. BR had gesteld dat de levensduur was verlopen, wat niet waar zou blijken als ze nog wel goed genoeg waren voor verkoop. Bovendien had BR geen zin in een herhaling van de ophef rond de verkoop van de veel jongere class 77 in 1968. Het gevolg was dat de hele serie (op een na) werd gesloopt bij Booths of Rotherham.

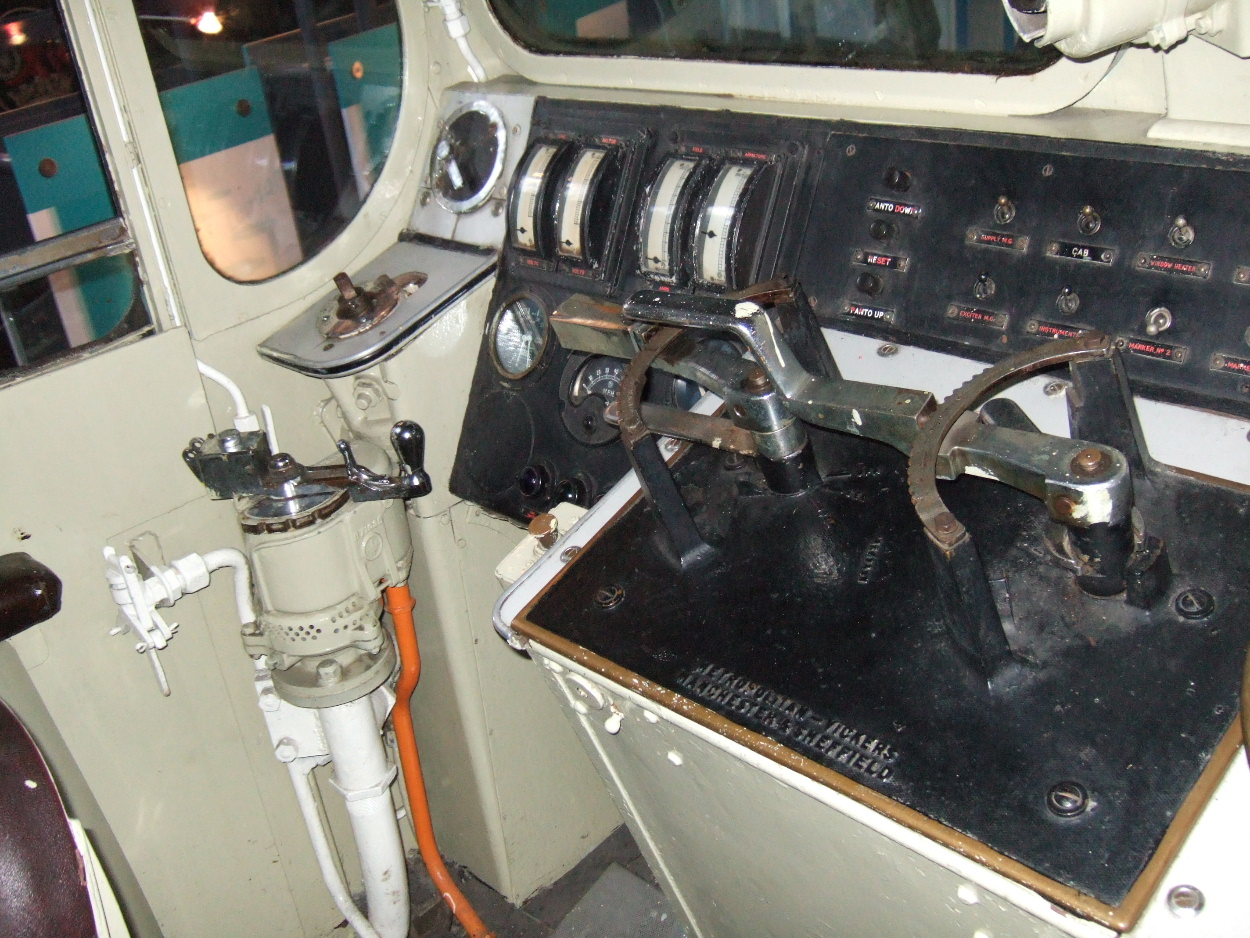
Bedieningspaneel van de Class 76
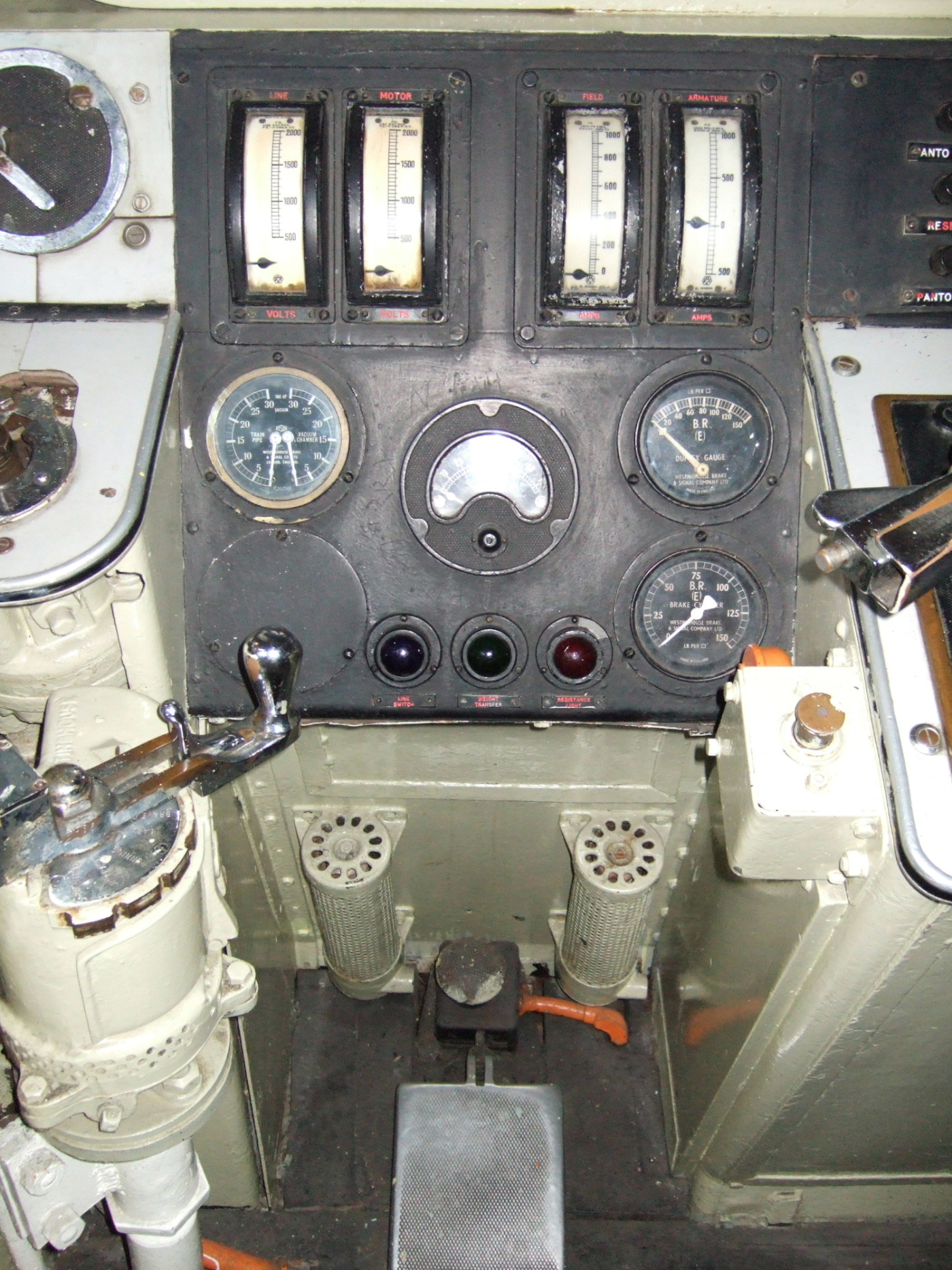
Bediening en omlijsting in de cabine
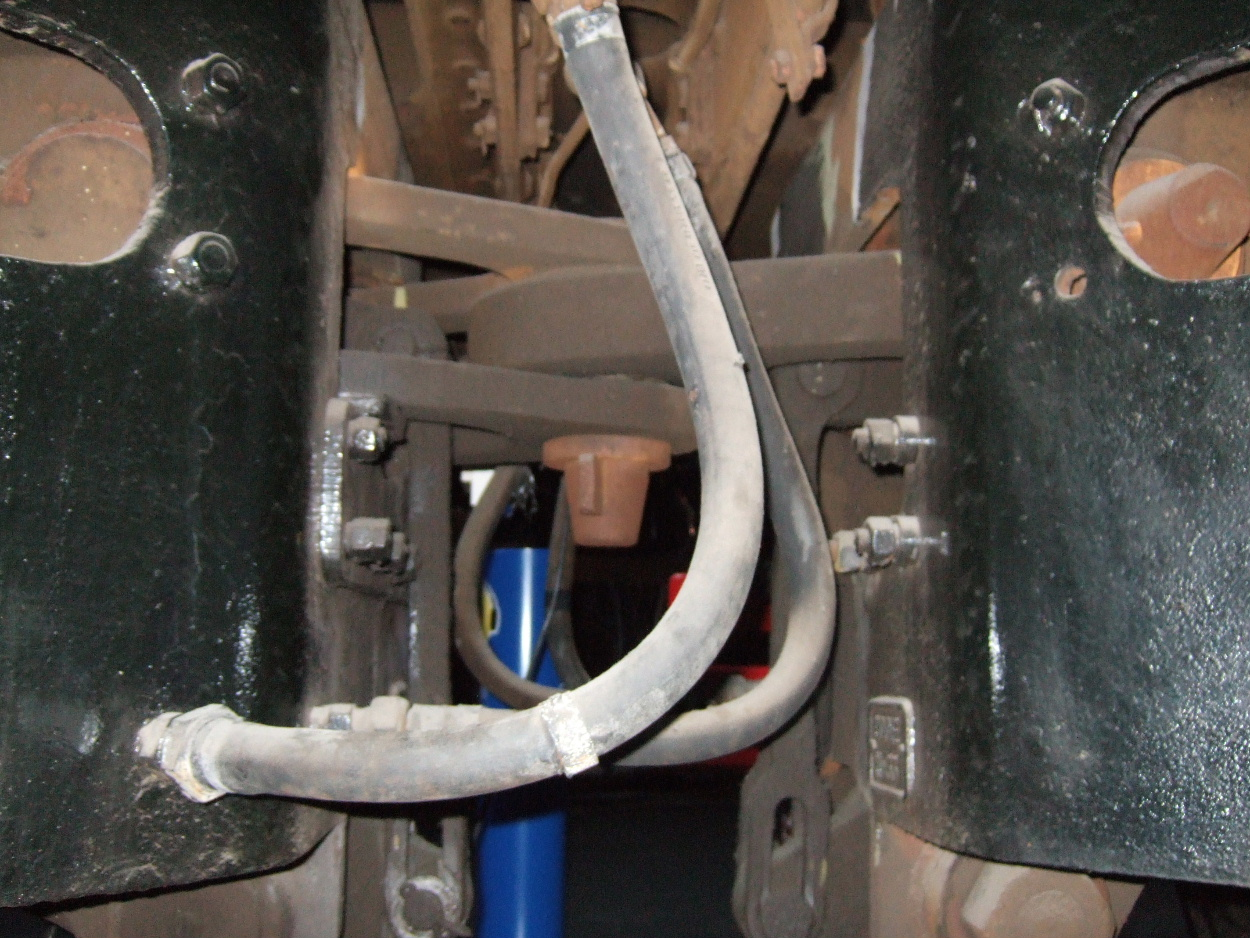
Koppeling tussen de draaistellen

### Museum
De 26020 is opgenomen in de verzameling van het National Railway Museum. Minstens één cabine van een andere locomotief, de 76039, bevindt zich in het Museum of Science and Industry in Manchester.
Het museumexemplaar, No. 26020 (later 76 020) werd gekozen omdat ze gebouwd is met een roestvrijstalen handgrepen en was tentoongesteld op het Festival of Britain. Later trok de locomotief de openingstrein door de Woodhead Tunnel. De roestvrijstalen hangrepen zijn er nog steeds, zij het dat ze zijn overgeschilderd.
De complete cabine van de 76039 Hector en een deur van de 76051 zijn teruggebracht in originele staat in de lokloods van Barrow Hill.

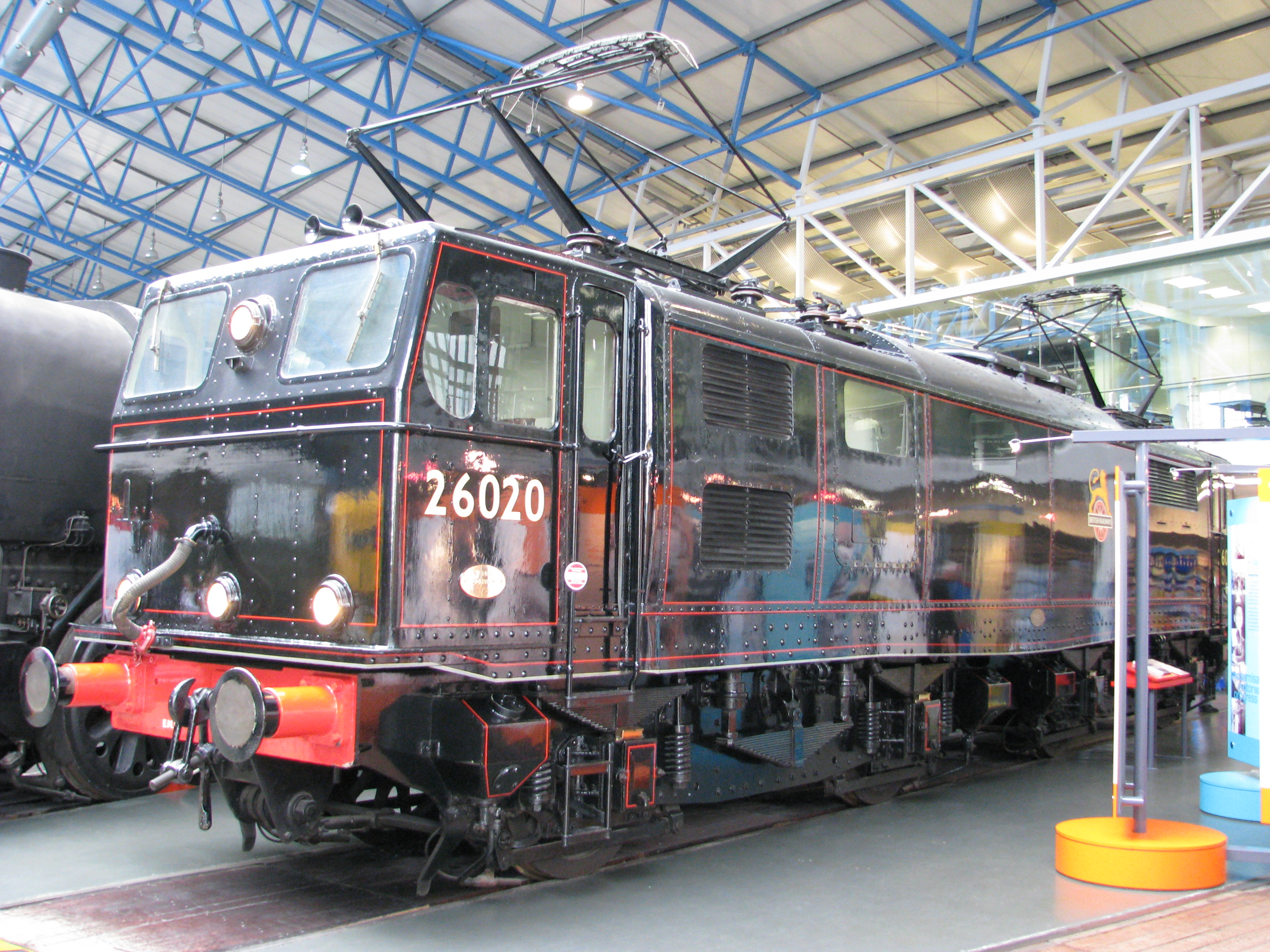
26020 in het National Railway Museum
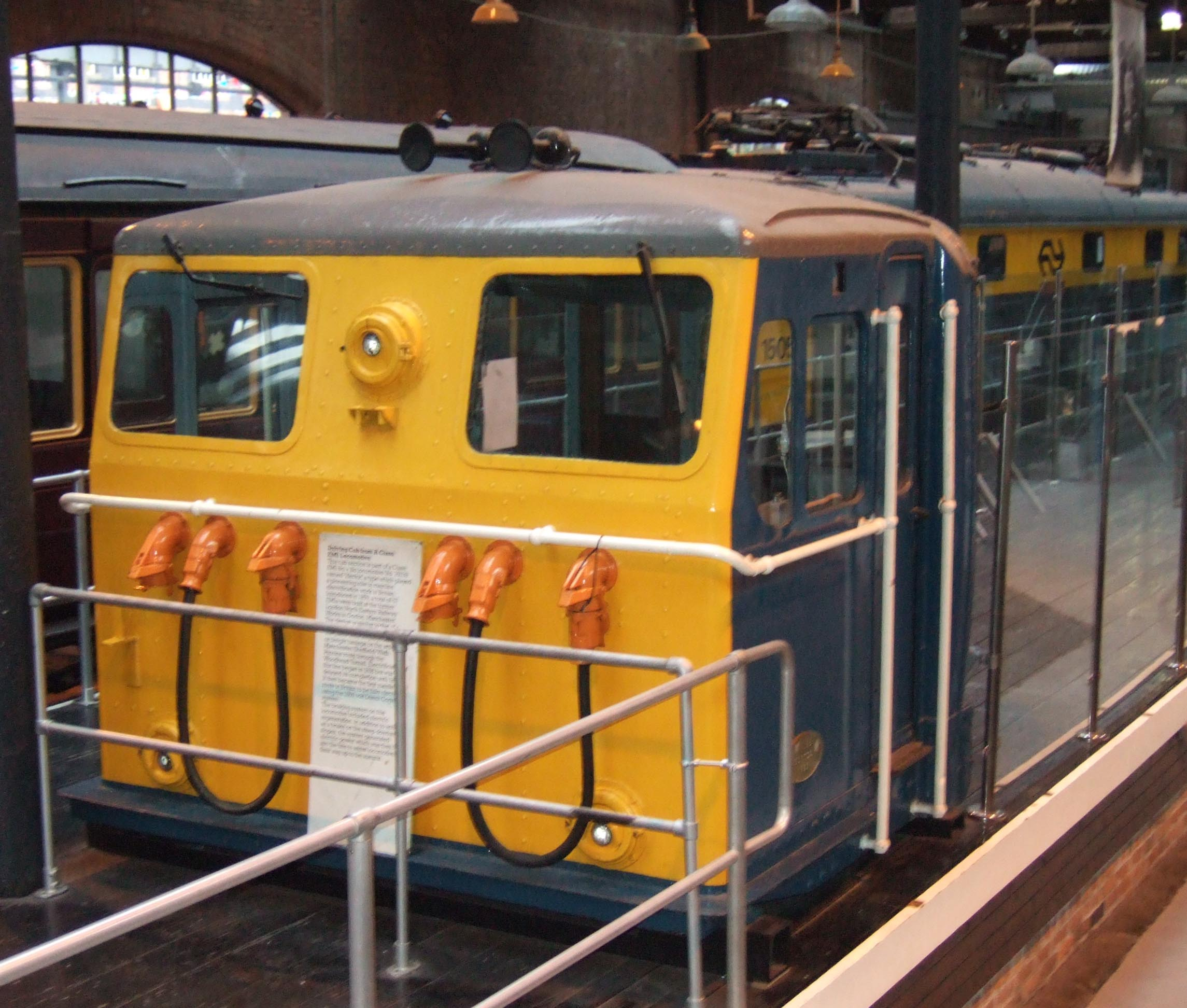
76039 in Manchester MOSI
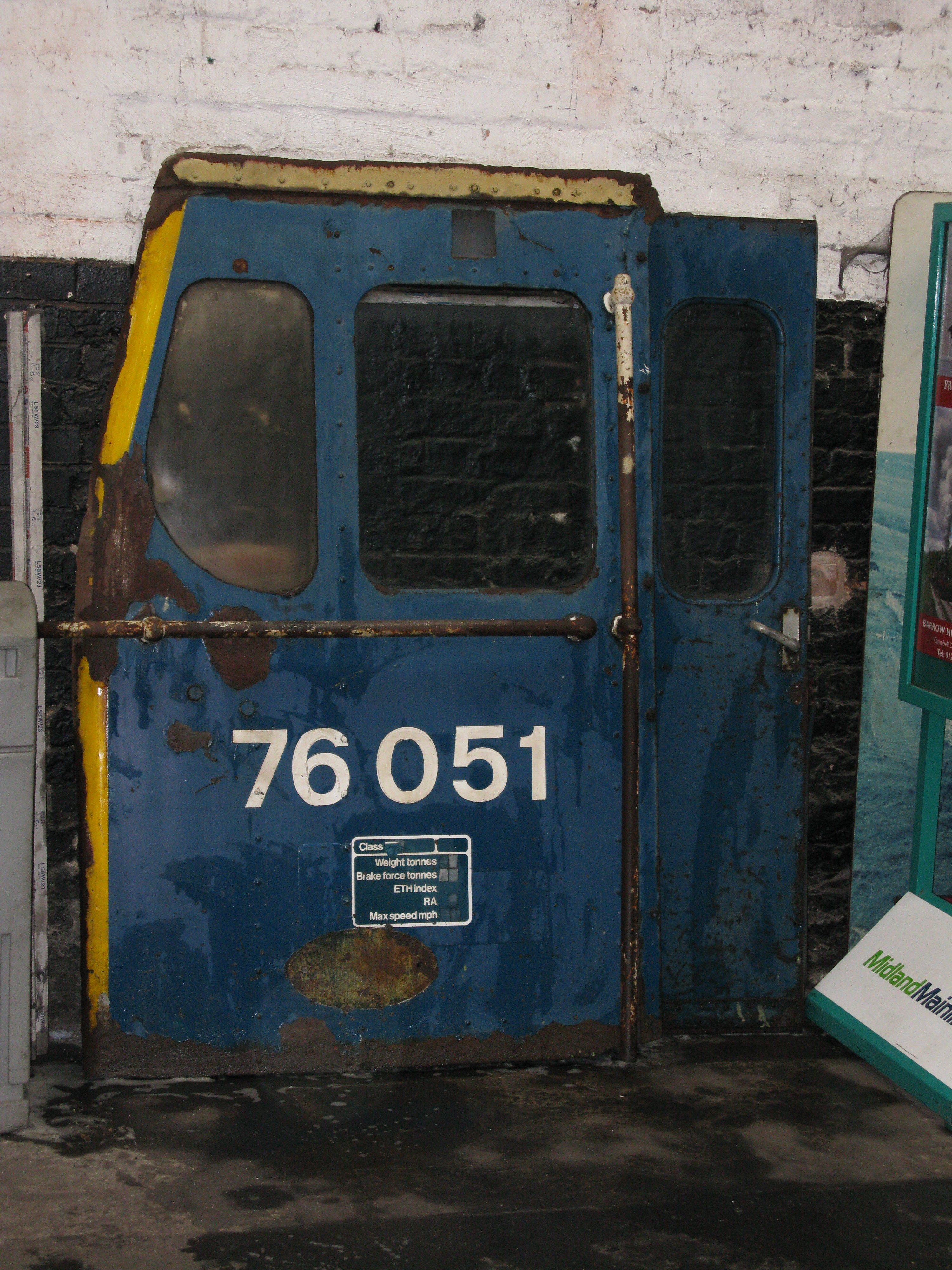
76051 in Barrow Hill